# Roter Berg (Hahnenkamm)
Der Rote Berg ist ein bis zu 556,2 m ü. NHN Meter hoher, bewaldeter Bergrücken des Jura-Kalkstein-Höhenzuges Hahnenkamm, einem Höhenzug der Frankenalb, im mittelfränkischen Landkreis Weißenburg-Gunzenhausen. Der Name rührt wahrscheinlich vom rötlichen Eisensandstein, der den Berg bedeckt.

## Geographie

### Lage
Der Rote Berg erhebt sich in einem Waldgebiet inmitten des Naturparks Altmühltal am Westrand des Hahnenkamms im Südwesten des Landkreises Weißenburg-Gunzenhausen. Der Berg liegt nordwestlich von Hechlingen am See, nordöstlich von Hüssingen und südöstlich von Hohentrüdingen. Der Ort Hechlingen am See erstreckt sich entlang der Südostflanke des Berges. Unweit erhebt sich der deutlich höhere Efferaberg. Östlich fließt die Rohrach entlang, der südlich des Berges zum Hahnenkammsee aufgestaut wird.
Der Rote Berg liegt in einer quellreichen Gegend. An der Südwestflanke des Berges liegt die Sonnenbuckquelle, aus der ein Nebenfluss des südlich an den Berg vorbeifließenden Egelseegrabens entspringt. Nördlich des Roten Berges entspringen aus mehreren Quellen der Safranbach und der Lothbach.

### Naturschutz
Der Rote Berg liegt im Landschaftsschutzgebiet Schutzzone im Naturpark Altmühltal (CDDA-Nr. 396115; 1995 ausgewiesen; 1631 km² groß).

### Naturräumliche Zuordnung
Der Rote Berg gehört in der naturräumlichen Haupteinheitengruppe Fränkisches Keuper-Lias-Land (Nr. 11), in der Haupteinheit Vorland der Südlichen Frankenalb (110) und in der Untereinheit Hahnenkamm-Vorland (110.2) zum Naturraum der Hahnenkamm-Vorberge (110.21).

### Geologie
Der Höhenrücken des Roten Berges gehört der Braunjurastufe an und ist im Untergrund aus wasserundurchlässigem Opalinuston aufgebaut. Überdeckt werden die Ton- und Tonschieferschichten von gelbem bis roten feinkörnigen Eisensandstein, der wohl namensgebend war.

## Geschichte
Um 3500 vor Christus, im Jungneolithikum, bestand auf dem Roten Berg eine ausgedehnte Siedlung der Michelsberger Kultur. Im Mittelalter gehörte der Berg zu einem zusammenhängenden größeren, kaum erschlossenen Waldbezirk; die geringe Ertragsfähigkeit des sandigen Bodens des Roten Bergs ließ hier keine Rodungsabsichten aufkommen. Nachdem der salische König Heinrich III. 1053 den Forst des Roten Berges zusammen mit anderen Waldungen dem damaligen Bischof Gebhard von Eichstätt, dem späteren Papst Viktor II., geschenkt hatte, wurden um 1100 die Herren von Truhendingen vom Bischof von Eichstätt mit der Vogtei über dieses Gebiet belehnt. Das Adelsgeschlecht baute am Rande des Forstes, auf einem Bergsporn des westlichen Hahnenkamms, seine Burg „Hohentrüdingen“. 1535 wurde die Größe der Roten Berg-Waldungen, die zu dieser Burg gehörten und hauptsächlich der Jagd dienten, mit 200 Morgen angegeben. Mit dem Aussterben der Truhendinger im 14. Jahrhundert kamen die Waldungen in den Besitz der Burggrafen von Nürnberg, der späteren Markgrafen von Brandenburg-Ansbach. Die althergebrachten Rotbuchen- und Eichenbestände des Roten Berges dienten jahrhundertelang der Viehweide. 1806 kam der Waldbesitz an das Königreich Bayern und blieb bis heute Staatsforst. Seit dem 20. Jahrhundert überwiegen in ihm Fichten und Kiefern.

## Sonstiges
Ein 6 km langer Natur- und Vogelschutzlehrpfad „Roter Berg“ beginnt bei Hechlingen am See.